# Werner Hansche
Werner Hansche (* 7. Mai 1928 in Mannheim; † 6. April 2010) war ein deutscher Maler.

## Leben und Werk
Werner Hansche war ein sehr vielseitiger deutscher Künstler, der erst im Alter von 40 Jahren zur Malerei fand.
Geboren wurde das Einzelkind als Sohn einer Bauerntochter und eines Schiffsbautechnikers. Die Schule brach er früh ab mit dem Wunsch Tänzer zu werden. Eine Herzschädigung verhinderte weitergehende Pläne.
Über die Kriegsjahre ist nur sehr wenig bekannt. Ein Studium der Bildhauerei, begonnen an der Mannheimer Akademie der Freien Künste im Jahr 1946 brach er nach nur einem Jahr ab. Die Suche nach einer künstlerischen Identität führte bis in die frühen sechziger Jahre über die Bretter, die die Welt bedeuten: Hansche arbeitete als Pantomime, Schauspieler und Kabarettist. Da er daneben eine Sammelleidenschaft für schöne alte Dinge entwickelt hat, beschloss er 1963, seine Schätze in einem eigens dafür eröffneten Antiquitätengeschäft zu verkaufen. In diesem Laden lernte er seine spätere Frau Heide Bernhöft kennen.
Über die Textilmalerei fand Hansche 1968 zurück zur Bildenden Kunst. Er malte zunächst kleinformatig, fast naiv. Klein gewachsene Menschen mit rundlichen Gesichtern illustrierten alt überlieferte griechische Mythen. Aufenthalte in Nepal und Sri Lanka brachten eine größere Detailfülle in den Bildern. Die Farben wurden kräftiger. Die Leinwände sprengten schon bald die Ein-Meter-Marke.
Zurück in Deutschland ließ sich das Ehepaar Hansche 1975 auf einem Bauernhof im Westerwald nieder. Hansche öffnete sich zum Ende der 80er Jahre hin dem russischen Suprematismus und auch Kandinskys abstraktem Expressionismus.
1991 gab der Künstler zum heraufziehenden Irakkrieg mehrere bildnerische Stellungnahmen ab. Diese Arbeiten stellen einen radikalen Bruch im Schaffen Werner Hansches dar: Die Kriege in Vietnam, Kambodscha und Afghanistan hatte er im künstlerischen Bereich noch vollkommen ignoriert. Die Zeichensprache von Künstlern wie A. R. Penck und James Rizzi begann ihn zu faszinieren und fand ihren Niederschlag in seinen Arbeiten.
Im Jahr 2000 übersiedelte das Ehepaar Hansche nach Düsseldorf. Im Jahre 2005 erschien eine große Retrospektive der Arbeiten auf Leinwand und Papier im Internet. Von diesem Zeitpunkt an konzentrierten sich die Hansches auf die Vermarktung. Hansche verstarb am 6. April 2010.

## Ausstellungen (Auswahl)
- Kunstverein Marburg
- Städtische Gemäldegalerie Worms
- Städtische Galerie Göppingen
- Mittelrhein-Museum Koblenz
- Parlamentarische Gesellschaft Bonn
- Sand Gallery Tucson Az. USA
- Alena Adlung Gallery New York NY. USA
- Comune di Milano Mailand

## Sammlungen
Die Arbeiten von Werner Hansche befinden sich überwiegend in privaten Sammlungen in Deutschland sowie in Madrid, London, Rom, Wien, Sydney, der Schweiz, Frankreich und den USA. Seine Werke gibt es außerdem unter anderem in folgenden Institutionen:
- Kultusministerium Rheinland-Pfalz
- Museum Rade Hamburg
- Heinrich-Hoffmann-Museum Frankfurt (Main)
- Vestisches Museum Recklinghausen
- Sammlung Burg Lissingen